# Balarama

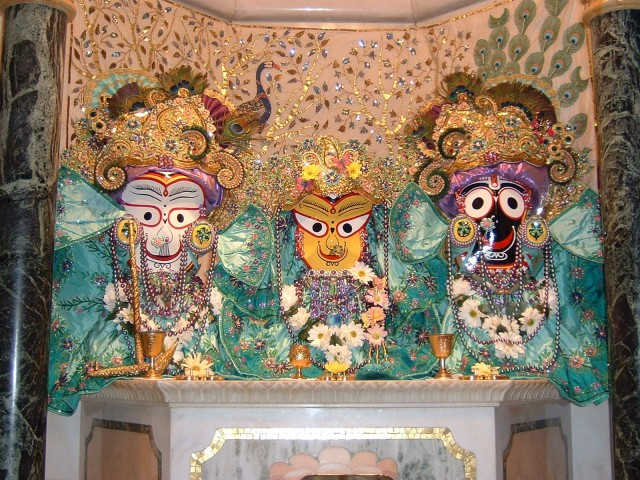
Od lewej: Balarama, Subhadra i Dźagannatha

Balarama (dewanagari बलराम, inne imiona: Baladewa, Balabhadra i Halajudha) – starszy brat Kryszny. W południowych Indiach i w wielu kierunkach wisznuizmu uznawany jest za ósmą awatarę Wisznu. Inne tradycje podają, że jest manifestacją Śeszy – boskiego węża, na którym odpoczywa Wisznu.

## Ikonografia
Balarama w przeciwieństwie do ciemnoskórego Kryszny ma jasną skórę. Często przedstawiany jest jako młody i piękny mężczyzna w niebieskich szatach i w wieńcu leśnych kwiatów. Włosy ma zaplecione w kok, nosi bransolety i kolczyki, często trzyma w rękach pług i maczugę.

## Recepcja w pismach hinduistycznych

### Bhagawatapurana
Według świętego tekstu hinduizmu, Bhagawatypurany Kryszna jest Istotą Najwyższą, bogiem bogów z którego wszystko inne pochodzi. Balarama jako starszy brat boga jest pierwszą emanacją Kryszny i początkiem innych jego inkarnacji. Balarama jest opiekunem sat (wieczności, prawdy) oraz cit (świadomości, wiedzy), dwóch z trzech transcendentalnych elementów, obok anandy (szczęście, błogosławieństwo). Z tego powodu jest uznawany za „najwyższego nauczyciela” (adiguru).

## Balarama w krysznaizmie
Gaudija wisznuizm twierdzi, że Balarama jest Najwyższą Osobą Boga Bogów. Z tego względu jest czczony jako równy Krysznie, jednak będąc według różnych tradycji starszym lub młodszym bratem boga zawsze służy Krysznie wszelką możliwą pomocą we wszystkich jego inkarnacjach. W Ramalila, Balarama służy Ramaćandrze jako jego młodszy brat Lakszmana. W kalijudze Balarama propaguje ruch sankirtan.
Różnica teologiczna między braćmi polega na tym, że Kryszna jest Stwórcą, a Balarama jego twórczą mocą; razem są otaczani czcią jako Najwyższy Pan i Praprzyczyna wszystkiego.
Kryszna i Balarama byli nieodłącznymi towarzyszami od samego dzieciństwa, chociaż byli Oni braćmi przyrodnimi. Baladewa jest pełną manifestacją Najwyższej Osoby Boga, i dlatego jest On uważany za równie dobrego i potężnego jak Pan Kryszna. Należy On do visnu-tattva (czyli Boskiej zasady).

## Życie Balaramy

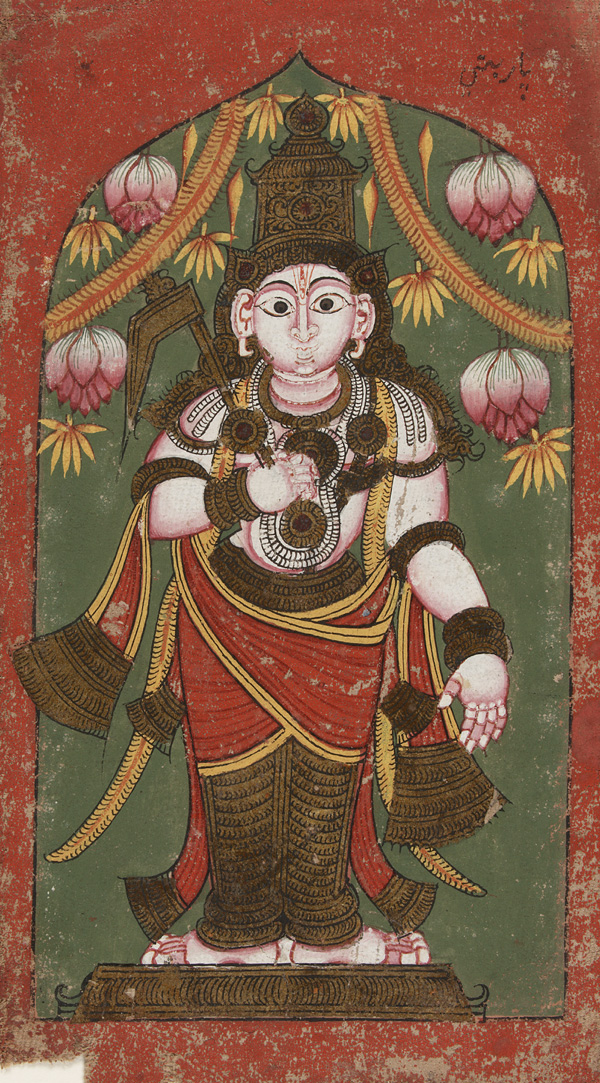
Balarama

Balarama został poczęty jako syn Wasudewy i siódmy syn Dewaki, w celi więziennej, dokąd jego rodziców wtrącił król Kamsa z zamiarem zabicia wszystkich ich dzieci zaraz po urodzeniu (ponieważ przepowiedziano mu śmierć z rąk Kryszny).
Jednak Balarama został jako embrion cudownie przeniesiony z macicy Dewaki do macicy Rohini (stąd inne imię Balaramy – Sankarsana, czyli „Przeniesiony”). Chłopcu po urodzeniu dano imię „Rama”, zmienione wkrótce na „Balarama” (Mocarny Rama) z powodu jego nadzwyczajnej siły.
Wychowywała go Rohini razem z jego bratem Kryszną; byli pasterzami krów. Później ożenił się z Rewati, córką króla Rajwaty, władcy prowincji Anarta.
Jako student był uczniem Sandipani Muniego.
Balarama powstrzymał się od udziału w wojnie między Pandawami i Kaurawami.
Cieszył się życzliwością Durjodhany i w czasie tej bitwy pozostawał neutralny. Rozgniewał się jednak na Bhimasenę, kiedy ten uderzył Duryodhanę w udo i poniżej pasa, chciał zemścić się za tę nieszlachetną akcję. Kryszna jednak ocalił Bhimę od Jego gniewu, Balarama opuścił więc od razu pole walki, będąc oburzonym.
Spełniał ceremonię pogrzebową Abhimanju, syna Ardźuny, jako że był On jego wujem.
Po bratobójczych walkach między Jadawami, które doprowadziły do zniszczenia tego rodu, Balarama postanowił opuścić za pomocą jogi swoje ziemskie ciało.
Dzięki medytacji wydostał się przez swoje usta w postaci wielkiego, białego węża (Szeszy).